# São Caetano de Sofala
Fort São Caetano de Sofala war eine Festung, die die Portugiesen in der ostafrikanischen Stadt Sofala in Mosambik errichteten.
Zugleich war sie der erste dauerhafte Stützpunkt der Portugiesen in Ostafrika. 
Die Bauzeit betrug sieben Jahre, bzw. sie wurde von 1505 bis 1512 erbaut. Die Steine für den Bau wurden eigens aus Portugal importiert. Ihr erster Kommandant Pêro de Anaia trug den Titel eines „Kapitäns von Sofala“. Dieser Titel wurde bis ins 19. Jahrhundert der offizielle Titel aller Generalgouverneure von Mosambik.
Die Steine der Festung Sofalas wurden im 20. Jahrhundert abgebrochen und für die Kathedrale von Beira (Catedral Metropolitana de Nossa Senhora do Rosário) verwendet.

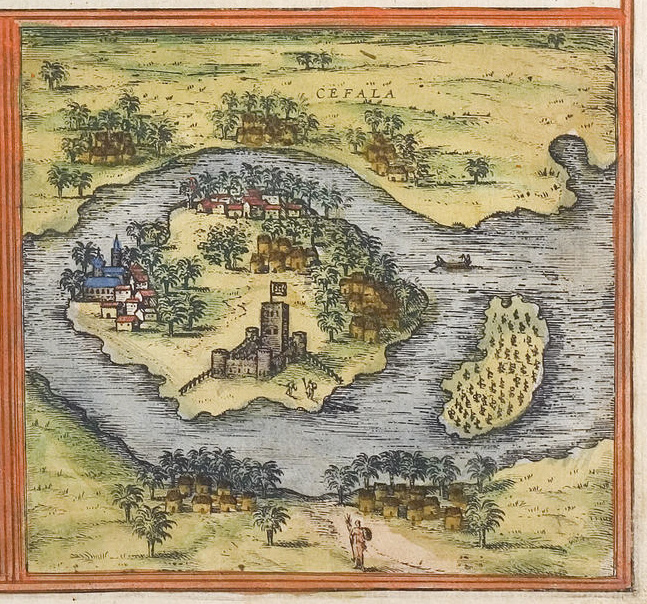
Sofala („Cefala“) mit „São Caetano“, Frans Hogenberg. „Civitates Orbis Terrarum“ 1572

Ihre Bedeutung lag darin, dass die Festung den Goldhandel über den Pungwe zu den Goldfeldern von Manica im Munhumutapa-Reich schützen sollte. Ebenfalls diente sie oftmals als Startpunkt von Expeditionen ins Innere Afrika, als auch als Proviant-Station für die nach Indien segelnden Armadas da Índia. Allerdings galt der Dienst in der Festung als äußerst unbeliebt. Durch das sumpfige Klima in der Flussmündung erkrankten viele Soldaten an Malaria. Aufgrund des ungesunden Klimas in Sofala bauten die Portugiesen mit São Sebastião auf der Ilha de Moçambique eine zweite große Festung in Ostafrika. Später errichteten sie mit Fort Jesus auf Mombasa Island eine dritte große Festung.
Die Festung hatte einen quadratischen Grundriss mit 22 m langen Wänden und kreisförmigen Bastionen an den vier Seiten. Auf der Meerseite befand sich der große Festungsturm, der das Quartier des Kapitäns der Festung beherbergte. Angeschlossen dazu war eine Zisterne. Zur Landseite befand sich ein Gebäude, das als Handelsposten diente. Viele Merkmale der Festung fanden sich auch in São Sebastião und Fort Jesus wieder. Ebenfalls lagen alle drei Festungen strategisch günstig auf der Küste vorgelagerten Inseln, was sie bei Belagerungen einfach verteidigen ließ.